# Arc de la Défense

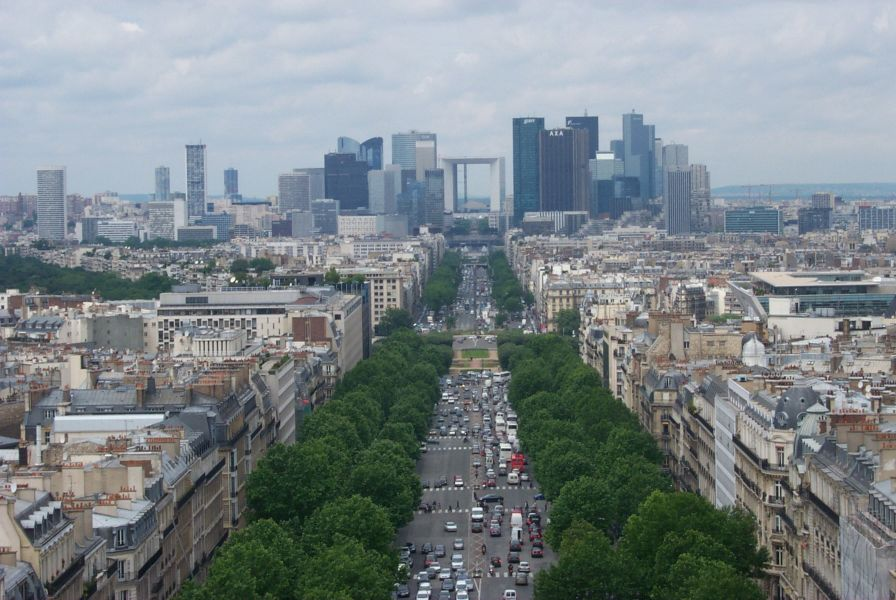
L'arc al fons de l'Axe historique

El Gran Arc de la Fraternitat (en francès Grande Arche de la Fraternité), també conegut amb el nom de l'Arche de la Défense o Grande Arche, és un monument situat al barri de La Défense a l'oest de París.

## Història
Diferents presidents, Georges Pompidou (projecte d'Ieoh Ming Pei), i Valéry Giscard d'Estaing (projecte de Jean Willerval) van tenir per objectiu d'identificar l'Eix històric amb una obra arquitectural monumental.
Els treballs van començar realment el 1983, després del concurs Tête Défense, sota el govern del President François Mitterrand per allargar l'Eix històric de París que va del Museu del Louvre passant per l'obelisc de la place de la Concorde i l'arc de triomf. Aquest concurs reunia 484 projectes anònims arribats del món sencer. Finalment, és el projecte innovador de l'arquitecte danès Johann Otto von Spreckelsen el que va ser seleccionat.
Construïda per l'empresa francesa de treballs públics Bouygues, és inaugurada el juliol de 1989, any del bicentenari de la Revolució Francesa i en ocasió de la cimera del G-7.
Ha estat construït a l'eix est-oest parisenc. L'Arc és visible a través de l'arc de triomf, des dels Jardins de les Teuleries.

## El monument
Johann Otto von Spreckelsen ha concebut l'Arc de La Défense com una versió del segle XX de l'arc de triomf de l'Étoile: un monument consagrat a la humanitat i als ideals humanitaris més que pas a les victòries militars. Havent mort von Spreckelsen el 16 de març de 1987, és l'arquitecte Paul Andreu que en va garantir l'acabament.
L'Arc és un cub buidat al centre de 112m de longitud, 106,9m d'ample, per a una alçada de 112m. És una projecció en tres dimensions d'un hipercub.
Sobre les seves cares exteriors, l'Arc està recobert de plaques de vidre de 5 cm de gruix, tractades especialment per impedir qualsevol deformació òptica i resistir vents de gran potència. Els altres paraments són recoberts de plaques de marbre blanc de Carrara i de granit gris. Ha estat muntat sobre 12 pilars posats sobre gats hidràulics per permetre de suportar el subsòl fràgil la seva massa de 300000 tones.
El Gran Arc és construït al voltant d'una megaestructura, que constitueix l'equivalent arquitectural de l'esquelet humà. Cada cara horitzontal del cub està composta de quatre vegades quatre travesses de betó de 75 metres de longitud. Sèries de cables d'acer pretibat cenyeixen l'edifici, de tal manera que, com un dau, el Gran Arc podria sostenir-se sobre qualsevol cara.
La construcció dels dos pilars ha durat un any aproximadament, treballant-hi dos equips independents en paral·lel.
Dos mil obrers qualificats van treballar en aquest taller. Dos d'ells hi van perdre la vida durant la construcció de les estructures superiors.
Les cares nord i sud acullen una part dels serveis del Ministère de l'Écologie, du Développement et de l'Aménagement Durables (MEDAD), així com la Fundació internacional dels Drets Humans.

## La teulada del Gran Arc
La part superior, de la que l'obra ha estat represa per Stéphane Cherki el 2004, conté un centre de congressos i d'exposicions, un museu de la informàtica, un restaurant i un mirador que ofereix una vista panoràmica sobre tot el barri de La Défense, i l'oest de París. Aquestes instal·lacions són obertes al públic i accessibles per una bateria d'ascensors panoràmics únics al món.
Les cabines dels ascensors són completament envidriades i situades al forat de l'Arc. S'hi té una vista que es desaconsella a persones subjectes al vertigen.